# Правда (Крым)
Пра́вда (до 1948 года Дер-Э́мес (идиш דער עמעס‎); укр. Правда, крымскотат. Der Emes, Дер Эмес) — село в Первомайском районе Республики Крым, центр Правдовского сельского поселения (согласно административно-территориальному делению Украины — Правдовского сельского совета Автономной Республики Крым).

## Население
| 2001 | 2014  |
| ---- | ----- |
| 1627 | ↘1474 |

Всеукраинская перепись 2001 года показала следующее распределение по носителям языка
| Язык             | Процент |
| ---------------- | ------- |
| русский          | 60.91   |
| украинский       | 26.98   |
| крымскотатарский | 10.45   |
| другие           | 0.18    |

### Динамика численности
- 1974 год — 1320 чел.[9]
- 1989 год — 1561 чел.[10]
- 2009 год — 1698 чел.[11]
- 2001 год — 1366 чел.
- 2014 год — 1474 чел.[12]

## Современное состояние
На 2016 год в Правде числится 15 улиц; на 2009 год, по данным сельсовета, село занимало площадь 106 гектаров, на которой в 556 дворах проживало более 1,6 тысячи человек. В селе действуют средняя общеобразовательная школа, детский сад «Солнышко», Дом культуры, сельская библиотека-филиал № 18, отделение почты, фельдшерско-акушерский пункт, православный храм апостола и евангелиста Луки. Правда связана автобусным сообщением с райцентром, городами Крыма и соседними населёнными пунктами.

## География
Правда — большое село на севере района, в степном Крыму, у границы с Красноперекопским районом, высота центра села над уровнем моря — 19 м. Ближайшие населённые пункты — Арбузово в 1,5 км на юго-восток и Матвеевка в 3 км на юго-запад, а также Сватово Красноперекопского района в 3 км на север. Расстояние до райцентра около 8 километров (по шоссе), ближайшая железнодорожная станция — Красноперекопск (на линии Джанкой — Армянск) — примерно 22 километра. Транспортное сообщение осуществляется по региональным автодорогам 35Н-420  от шоссе Красноперекопск — Симферополь и 35Н-420  от Первомайского (по украинской классификации — С-0-11027 и С-0-11036).

## История
Еврейское село Дер Эмес (в переводе с идиш — Правда (идиш דער עמעס‎)) было основано в 1926 году, (первоначально под названием Бухариндорф) переселенцами из города Почеп Брянской области. На 1931 год село уже существовало, тогда же был образован колхоз «Дер-Эмес», а после образования 30 октября 1930 года был создан Фрайдорфский еврейский национальный район (в 1944 году переименованного в Новосёловский) Дер Эмес включили в его состав. После образования, в результате разукрупнения, в 1935 году Лариндорфского еврейского национального района (в 1944 году переименованного в Первомайский) село включили в новый район.
Вскоре после начала Отечественной войны часть еврейского населения Крыма была эвакуирована, 87 жителей села ушли на фронт (41 из них награждён орденами и медалями), 36 человек пали в боях; из оставшихся под оккупацией большинство расстреляны. С 25 июня 1946 года Дер Эмес в составе Крымской области РСФСР. Указом Президиума Верховного Совета РСФСР от 18 мая 1948 года, Дер Эмес переименовали в Правду. В те годы был организован колхоз «Страна Советов», впоследствии СПК. 26 апреля 1954 года Крымская область была передана из состава РСФСР в состав УССР. Время создания сельсовета пока не установлено: на 15 июня 1960 года он уже существовал. Указом Президиума Верховного Совета УССР «Об укрупнении сельских районов Крымской области», от 30 декабря 1962 года был упразднён Первомайский район и село присоединили к Красноперекопскому. 8 декабря 1966 года был восстановлен Первомайский район и село вернули в его состав. По данным переписи 1989 года в селе проживал 1561 человек. С 12 февраля 1991 года село в восстановленной Крымской АССР, 26 февраля 1992 года переименованной в Автономную Республику Крым. С 21 марта 2014 года в составе Крыма аннексировано Россией.
12 мая 2016 года парламент Украины, не признающий российскую аннексию, принял постановление о переименовании села в Дер-Эмес (укр. Дер-Емес), в соответствии с законами о декоммунизации, однако данное решение не вступает в силу до «возвращения Крыма под общую юрисдикцию Украины».